# Прјевали
Прјевали (слч. Prievaly) насељено је мјесто са административним статусом сеоске општине (слч. obec) у округу Сењица, у Трнавском крају, Словачка Република.

## Становништво
| Година:    | 1994. | 2004.   | 2014.   | 2024.   |
| ---------- | ----- | ------- | ------- | ------- |
| Број људи: | 927   | 906     | 996     | 941     |
| Разлика:   |       | -2,26 % | +9,93 % | -5,52 % |

| Година:    | 2023. | 2024.   |
| ---------- | ----- | ------- |
| Број људи: | 933   | 941     |
| Разлика:   |       | +0,85 % |

Према подацима о броју становника из 2024. године насеље је имало 941 становника.